# Onobrychis micrantha
Onobrychis micrantha är en ärtväxtart som beskrevs av Alexander Gustav von Schrenk. Onobrychis micrantha ingår i släktet esparsetter, och familjen ärtväxter. Inga underarter finns listade i Catalogue of Life.